# Institut français d'Afghanistan
L'Institut français d'Afghanistan (IFA) fait partie du réseau mondial des instituts français. Son bureau est basé à Kaboul, la capitale du pays.

## Historique
C'est le président Georges Pompidou qui posa la première pierre du futur Centre franco-afghan en 1968, inauguré deux ans plus tard. 
De 1983 à 2002, le centre dû fermer à cause des conflits civils et militaires qui ont secoué le pays.
L'IFA a rouvert en novembre 2003, après 20 ans de fermeture et, en tant qu'organisme, a été constitué en 2011 dans le cadre d’une réforme mondiale du réseau culturel et de coopération du Ministère français des Affaires étrangères et européennes initiée par la loi du 27 juillet 2010, en remplacement des activités culturelles françaises qui, dans le pays, étaient jusque-là réunies au sein de l'association Culturesfrance.
Cette réorganisation a apporté une meilleure unité et une plus grande simplicité de gestion. Les services de coopération universitaire, éducative, linguistique et culturelle de l’Ambassade de France ont ainsi fusionné pour devenir l’Institut français d'Afghanistan. Ils entretiennent des liens étroits avec les Consulats honoraires, le Consulat général ainsi que les bureaux de l'Alliance française du pays.
Dans un plan de rénovation des bâtiments des lycées français d'Afghanistan et de l'IFA de Kaboul, le centre fut temporairement fermé de 2009 à septembre 2010. Lors des cérémonies de réouverture, 4 000 personnes en quatre jours ont assisté aux activités culturelles de l'institut.
Le 11 décembre 2014, l'Institut a été touché par un attentat à la bombe, commis par un kamikaze dans l'enceinte du théâtre de l'Institut, en pleine représentation d'une pièce. Malgré cet évènement, les services de l'IFA ont souhaité poursuivre l'ensemble des activités de l'institut et, à ce jour (novembre 2016), il est actif.

## Rôle
L'Institut propose diverses activités culturelles, en plus des cours et classes de français. Ainsi, le centre culturel de l'institut participe à la scène culturelle locale, en créant des évènements à visée nationale, régionale ou locale, selon les projets; il propose quelques centaines d'évènements culturels et éducatifs annuels. Il participe également à des évènements externes, dans le cadre de la promotion de la culture et des échanges entre la France et l'Afghanistan, mais aussi avec d'autres instances officielles étrangères et nationales (ambassades, associations culturelles togolaises etc). Par exemple, l’IFA développe des partenariats selon les programmes et l’intérêt de ses interlocuteurs afghans et internationaux avec: la Fondation Aga Khan (en) (Aga Khan Foundation, AKF), Afghan Film, l'Institut Goethe, l’Ambassade d’Allemagne, le British Council, le Bureau de la Coopération Suisse, l’Afghan National Institute for Music ou encore l’ONG Turquoise Mountain.